# Anton Kochs
Anton Kochs (* 18. August 1902 in Düsseldorf; † 25. März 1984 in Bergisch Gladbach) war ein deutscher katholischer Priester.

## Werdegang
Kochs studierte Theologie am Institutum philosophicum in Innsbruck. Am 12. März 1927 wurde er im St.-Paulus-Dom durch den Münsteraner Bischof Johannes Poggenburg zum Priester geweiht. Seine Kaplanszeit führte ihn an die St.-Martins-Kirche in Sendenhorst, später wirkte er im Bistum Meißen. Bernhard Marschall holte ihn 1934 als Assistenten in die Bischöfliche Hauptstelle für die Katholische Aktion in Düsseldorf. Ab 1939 war er Direktor des Katholischen Vortragswerks und der Diözesanfilmstelle in Berlin. Von 1946 bis 1969 war er Direktor der Kirchlichen Hauptstelle für Bild- und Filmarbeit in Köln. Danach war er als Subsidiar in der Pfarrei St. Maria Empfängnis in Bergisch Gladbach-Bärbroich tätig.

## Ehrungen
- 1957: Päpstlicher Geheimkämmerer
- 1967: Päpstlicher Ehrenprälat
- 1967: Verdienstkreuz 1. Klasse der Bundesrepublik Deutschland
- 1982: Bonifatiusmedaille